# Collezione di sabbia
(Dalla "Presentazione" a Collezione di sabbia)
Collezione di sabbia è una raccolta di saggi pubblicata da Italo Calvino nel 1984.

## L'opera
Si tratta di una scelta di articoli e scritti d'occasione che Calvino inviò da Parigi ai giornali italiani ai quali collaborava; uscì in prima edizione nel 1984, nella collana "Saggi Blu" di Garzanti, casa editrice con la quale lo scrittore aveva iniziato a collaborare dopo la crisi della Einaudi.
L'autore vi raccolse impressioni ricevute durante le sue visite ai musei parigini, riflessioni sorte da "cose viste", da letture fatte e resoconti di viaggi in paesi dell'Asia e dell'America, a contatto con inedite visioni del mondo e della vita.

## Contenuto
Il volume si divide in quattro parti:
1. Esposizioni - Esplorazioni
  - Contiene: Collezione di sabbia; Come'era nuovo il Nuovo Mondo; Il viandante nella mappa; Il museo dei mostri di cera; il patrimonio dei draghi; Prima dell'alfabeto; Le meraviglie della cronaca nera; Un romanzo dentro un quadro; Ditelo coi nodi; Scrittori che disegnano;
2. Il raggio dello sguardo
  - Contiene: In memoria di Roland Barthes; Le effimere nella fortezza; Il maiale e l'archeologo; La Colonna Traiana raccontata; La città scritta: epigrafi e graffiti; La città pensata: la misura degli spazi; La redenzione degli oggetti; la luce negli occhi;
3. Resoconti del fantastico
  - Contiene: Le avventure di tre orologiai e di tre automi; La geografia delle fate; L'arcipelago dei luoghi immaginari; I francobolli degli stati d'animo; L'enciclopedia di un visionario (il Codex Seraphinianus di Luigi Serafini);
4. La forma del tempo
  - Contiene: Testi riguardanti i viaggi in Giappone, Messico e Iran;

## Incipit
La prima parte, Esposizioni - Esplorazioni, si apre con il saggio che dà il titolo all'intera raccolta, Collezione di sabbia. Questo è il suo inizio:
In un'esposizione di collezioni strane che c'è stata di recente a Parigi - collezioni di campani da mucche, di giochi di tombola, di capsule di bottiglie, di fischietti di terracotta, di biglietti ferroviari, di trottole, d'involucri di rotoli di carta igienica, di distintivi collaborazionisti dell'occupazione, di rane imbalsamate -, la vetrina della collezione di sabbia era la meno appariscente ma pure la più misteriosa, quella che sembrava aver più cose da dire, pur attraverso l'opaco silenzio imprigionato nel vetro delle ampolle.»
(Incipit di Collezione di sabbia)

## Edizioni
- Collezione di sabbia. Emblemi bizzarri e inquietanti del nostro passato e del nostro futuro gli oggetti raccontano il mondo, Collezione Saggi blu. Scacco giallo, Milano, Garzanti, 1984.
- Collezione di sabbia, Collezione I libri di Italo Calvino, Milano, Mondadori, 1990, ISBN 978-88-043-3514-6.
- Collezione di sabbia, Collezione Oscar Opere di Italo Calvino n.16, Milano, Mondadori, 1994, ISBN 978-88-043-8257-7.
- in  Saggi, 1945-1985 (2 tomi), a cura di Mario Barenghi, Collana I Meridiani, Milano, Mondadori, 1995, ISBN 978-88-044-0404-0.
- Collezione di sabbia, Collana Oscar moderni n.138, Milano, Mondadori, 2017, ISBN 978-88-046-8128-1.

### Traduzioni
- Edizione francese: Collection de sable, trad. de l'italien par Jean-Paul Manganaro, Paris, Éd. du Seuil, 1986, 1990 e 1998;
- Edizione spagnola: Coleccion de arena, Madrid, Alianza, 1987, (Collezione: Alianza tres; 194);
- Edizione giapponese: pubblicata nel 1988;